# Baile del té
Los bailes del té eran eventos organizados los domingos por la tarde en la comunidad gay estadounidense, con origen en Nueva York en las décadas de 1950 y 1960. Los bailes originales incluían servicio de té. Eran un lugar de encuentro para solteros. El nombre alude a los bailes tradicionales del té de la campiña inglesa que se celebraban a comienzos del siglo XX.

## Historia
Hasta mediados de la década de 1960 era ilegal que los bares de Nueva York vendieran alcohol a personas que se sabía que eran homosexuales, y la policía de la ciudad de Nueva York realizaba redadas en los establecimientos que les atendían. Por lo tanto, los hombres homosexuales de la zona comenzaron a realizar los eventos que llamaron bailes de té. Los organizaban fuera de la ciudad y se establecieron como un lugar alternativo de encuentro de la comunidad gay de New York. Se hacían los domingos por la tarde y tenían lugar generalmente en Fire Island, en Cherry Grove y Pines. Servir té en lugar de alcohol los hacía más aceptables y menos desafiantes para la ley. Como se llevaban a cabo por la tarde, los asistentes podían coger un ferry, regresar a casa y estar listos para trabajar el lunes por la mañana.
Los bailes del té se extendieron más allá de Nueva York y duraron hasta después de década de 1990. Se llevaron a cabo regularmente en Miami, Fort Lauderdale, Provincetown, Los Ángeles y San Francisco, entre otras ciudades.
A medida que los homosexuales se volvieron más aceptados y protegidos legalmente, los bailes del té se incluyeron en eventos de clubes nocturnos, como fiestas de circuito, aunque recientemente han experimentado un resurgimiento, particularmente en destinos de vacaciones gay como Provincetown y Fire Island.